# Väduren (stjärntecken)
Väduren (latin: Aries; grekiska: Κριός, Krios; symbol: ♈) är ett astrologiskt stjärntecken i zodiaken.